# William Guy Carr
William Guy Carr (* 2. Juni 1895; † 2. Oktober 1959) war ein kanadischer Autor und Verschwörungstheoretiker.
„Commander Carr“ diente der kanadischen Marine im Ersten und Zweiten Weltkrieg.
Seit den 1950er Jahren veröffentlichte Carr sieben Bücher und zahlreiche Artikel über die Illuminaten, eine 1785 verbotene Geheimgesellschaft, von der er annahm, sie bestünde fort und steuere „alle bösen Kräfte“ in der Welt. Dabei stützte er sich unter anderem auf die Protokolle der Weisen von Zion, einer antisemitischen Hetzschrift, die von einem oder mehreren anonymen Autoren zu Beginn des 20. Jahrhunderts auf der Grundlage mehrerer fiktionaler Texte kompiliert worden war. Carr selbst behauptete, kein Antisemit zu sein, sondern glaubte, der Antisemitismus sei eine weitere Machenschaft der Illuminaten, denen Sergej Nilus, ein früher Herausgeber der Protokolle, unwissentlich in die Hände gespielt habe. Ersetze man im Text der Protokolle die Bezeichnung Weisen von Zion durch Illuminaten, träfen die Angaben zu. Dennoch beschuldigte er mehrfach Juden, insgeheim unerwünschte Ereignisse der Weltgeschichte herbeigeführt zu haben. So verbreitete er, der Genfer Reformator Johannes Calvin habe in Wahrheit Cohen geheißen und die Reformation sei in Wahrheit eine jüdische Verschwörung zur Spaltung der Christenheit.
Der Politikwissenschaftler Daniel Pipes zitiert Carr als Beispiel für die für Verschwörungstheorien typische Grundannahme, es gebe keine Zufälle, keine Handlungen mit unbeabsichtigten Ergebnis und keine Fehlurteile der Akteure: Stattdessen werde jegliches Geschehen monokausal auf die Absichten der präsumptiven Verschwörer zurückgeführt. Der deutsche Verschwörungstheoretiker Jan Udo Holey stützt sich auf Carrs Thesen.

## Werke (Auswahl)
- By guess and by God; the story of the British submarines in the war, Doubleday, Doran & Co., Garden City, N.Y., 1930
- High and dry : the post war experiences of the author of "By guess and by God", Hutchinson, London, 1938
- Brass hats and bell-bottomed trousers : unforgettable and splendid feats of the Harwich Patrol, Hutchinson, London, 1939
- Checkmate in the north; the axis planned to invade America, Macmillan Co. of Canada, Toronto, 1944
- Pawns in the Game. Gadsby-Leek. Willowdale 1955
- The Red Fog over America. National Federation of Christian Laymen, Toronto 1955
- The international conspiracy. The National Federation of Christian Laymen and what we stand for, Federation of Christian Laymen, Toronto 1956